# Вила Валмарана (Лисиера)
Вила Валмарана (известна още като Валмарана Сканьолари Дзен; на италиански: Villa Valmarana или Valmarana Scagnolari Zen) е вила, построена около 1563 г. от изключителния италиански архитект Андреа Паладио в село Лисиера (община Болцано Вичентино), североизточно от град Виченца в северния италиански регион Венето.
Вилата е изключителен архитектурен паметник от късния италиански Ренесанс. От 1996 г. насам тя, заедно с други паладиански сгради, е включена в Списъка на световното наследство на ЮНЕСКО като „Град Виченца и паладианските вили на Венето“ (Città di Vicenza e Ville Palladiane del Veneto).

## История и архитектура
Вилата, която виждаме днес, е много различна от тази, проектирана от Паладио за граф Джанфранческо Валмарана около 1563 г. Идеята на проекта е видима в гравюра от трактата на Паладио „Четири книги за архитектурата“ (1570-1581 г.), която изобразява постройка с два етажа от лоджии, обкръжени от кули. Във всеки случай работата по вилата е прекъсната през 1566 г. поради смъртта на Джанфранческо и вероятно е завършена чрез финансиране от племенника му Леонардо Валмарана (син на брат му Джовани Алвизе), който е наследник на Палацо Валмарана във Виченца и бил поръчал строежа на семейния „параклис Валмарана“ в църквата „Санта Корона“. Вторият етаж на лоджиите така и не е построен, а средната част на сградата е оградена от атика. 
Почти напълно разрушена от бомбардировките по време на Втората световна война, вилата наскоро е реставрирана.
Вила „Валмарана“, макар и незавършена по отношение проекта на Паладио, е забележителна с пропорциите на лоджията ѝ в йонийски стил, с увенчаващите сградата статуи, и с общото настроение на свързаност с околния пейзаж – характерни черти на паладийския стил.